# Fear of the Dark Tour
Tournées par Iron Maiden
No Prayer on the Road Real Live Tour
Fear of the Dark Tour est le nom de la tournée qu’effectue Iron Maiden en 1992 pour promouvoir son album Fear of the Dark.
La tournée débute le 3 juin 1992 à Norwich en Angleterre et se conclut au palais des sports Yoyogi National Gymnasium à Tokyo au Japon le 4 novembre 1992. Elle compte 65 concerts à travers l'Amérique du Nord, l'Europe, l'Asie, l'Amérique du Sud et l'Océanie.
Quelques dates furent annulées lors de la tournée; le 23 juillet 1992 à Santiago au Chili pour des raisons religieuses et le 15 septembre 1992 à Saint-Sébastien en Espagne où la date fut reportée au 17 septembre 1992.

## Premières parties
Les groupes jouant en première partie pour la tournée Fear of the Dark Tour se composent de Corrosion of Conformity, W.A.S.P., Testament, Thunder, Warrant, Face to Face, Coda, Gillman, The Nod et Judge Mercy.

## Programme
Titres supportés par l'album Fear of the Dark
- Be Quick or Be Dead
- From Here to Eternity
- Wasting Love
- Afraid to Shoot Strangers
- Fear of the Dark

Autres titres
- The Number of the Beast
- Wrathchild
- Can I Play with Madness
- Tailgunner
- The Evil that Men Do
- Bring Your Daughter... to the Slaughter
- The Clairvoyant
- Heaven Can Wait
- Run to the Hills
- 2 Minutes to Midnight
- Iron Maiden
- Hallowed Be Thy Name
- The Trooper
- Sanctuary
- Running Free
- Killers

## Bootlegs
| Titre                        | Ville            | Date              | Salle, festival ou stade            | Source          |
| Angleterre                   |                  |                   |                                     |                 |
| Fear of the Dark Premiere    | Londres          | 8 mai 1992        | Metal Shop #432                     | radio           |
| États-Unis                   |                  |                   |                                     |                 |
| Fear of Live                 | New York         | 8 juin 1992       | The Ritz                            | Public          |
| The Ritz 8.6.1992            | New York         | 8 juin 1992       | The Ritz                            | Public          |
| Dripping With Guilt          | New York         | 8 juin 1992       | The Ritz                            | Public          |
| Canada                       |                  |                   |                                     |                 |
| Hell Ain't a Bad Place       | Québec           | 13 juin 1992      | Colisée de Québec                   | Public          |
| Montreal 1992                | Montréal         | 16 juin 1992      | Forum                               | Public          |
| A World of Shadows           | Montréal         | 16 juin 1992      | Forum                               | Public          |
| Toronto 1992                 | Toronto          | 17 juin 1992      | CNE Coliseum                        | Public          |
| États-Unis                   |                  |                   |                                     |                 |
| In a Room Full of Strangers  | Tinley Park      | 21 juin 1992      | The World                           | Public          |
| Sacramento 1992              | Sacramento       | 30 juin 1992      | California Expositions Amphitheater | Public          |
| Partners in Crime            | San Francisco    | 1er juillet 1992  | Cow Palace                          | Public          |
| Laguna Hills 92              | Laguna Hills     | 2 juillet 1992    | Irvine Meadows Amphitheater         | Public          |
| Argentine                    |                  |                   |                                     |                 |
| Fear of Argentina            | Buenos Aires     | 25 juillet 1992   | Ferro Carril Oeste Stadium          | table de mixage |
| Argentina 1992               | Buenos Aires     | 25 juillet 1992   | Ferro Carril Oeste Stadium          | table de mixage |
| Brésil                       |                  |                   |                                     |                 |
| Rio De Janeiro '92           | Rio de Janeiro   | 31 juillet 1992   | Ginasio do Maracanazinho            | public          |
| Rio De Janeiro 92            | Rio de Janeiro   | 31 juillet 1992   | Ginasio do Maracanazinho            | public          |
| 1992.07.31 Rio De Janeiro 92 | Rio de Janeiro   | 31 juillet 1992   | Ginasio do Maracanazinho            | public          |
| Live in Sao Paul'92 - Brazil | Rio de Janeiro   | 31 juillet 1992   | Ginasio do Maracanazinho            | public          |
| Sao Paulo '92                | Rio de Janeiro   | 31 juillet 1992   | Ginasio do Maracanazinho            | public          |
| Fear of the Porto Alegre     | Porto Alegre     | 4 août 1992       | Ginasio do Maracanazinho            | public          |
| Porto Alegre '92             | Porto Alegre     | 4 août 1992       | Gigantinho                          | public          |
| Allemagne                    |                  |                   |                                     |                 |
| Mannheim 1992                | Mannheim         | 15 août 1992      | Maimarkt-Gelände                    | public          |
| Belgique                     |                  |                   |                                     |                 |
| Fear is the Key              | Bruxelles        | 17 août 1992      | Forêt Nationale                     | public          |
| Brussels 1992                | Bruxelles        | 17 août 1992      | Forêt Nationale                     | public          |
| Angleterre                   |                  |                   |                                     |                 |
| Absolutely Live              | Castle Donington | 22 août 1992      | Donington Park                      | radio           |
| Live Radio I Broadcast       | Castle Donington | 22 août 1992      | Donington Park                      | radio           |
| Maiden Europe                | Castle Donington | 22 août 1992      | Donington Park                      | radio           |
| Danemark                     |                  |                   |                                     |                 |
| Copenhagen 1992              | Copenhague       | 25 août 1992      | Valby Hallen                        | public          |
| Finlande                     |                  |                   |                                     |                 |
| The Quick and the Dead       | Helsinki         | 27 août 1992      | Ishall                              | public          |
| Secret Heartbeats            | Helsinki         | 27 août 1992      | Ishall                              | public          |
| Suède                        |                  |                   |                                     |                 |
| Afraid to Shoot Strangers    | Stockholm        | 29 août 1992      | Globe Arena                         | public          |
| Stockholm 1992               | Stockholm        | 29 août 1992      | Globe Arena                         | public          |
| Fear of the Swedish          | Stockholm        | 29 août 1992      | Globe Arena                         | public          |
| Norvège                      |                  |                   |                                     |                 |
| Oslo 1992                    | Oslo             | 31 août 1992      | Spektrum                            | public          |
| Norway 1992                  | Oslo             | 31 août 1992      | Spektrum                            | public          |
| A Desperate Caress           | Oslo             | 31 août 1992      | Spektrum                            | public          |
| Pays-Bas                     |                  |                   |                                     |                 |
| Den Bosch 1992. 09. 02.      | Bois-le-Duc      | 2 septembre 1992  | Brabanthal                          | public          |
| Suisse                       |                  |                   |                                     |                 |
| A Real Live Lausanne         | Lausanne         | 4 septembre 1992  | Patinoire de Malley                 | public          |
| Lausanne 1992                | Lausanne         | 4 septembre 1992  | Patinoire de Malley                 | public          |
| France                       |                  |                   |                                     |                 |
| Be in Paris or be Dead       | Paris            | 5 septembre 1992  | Grande halle de La Villette         | public          |
| Live in Mulhouse 92          | Mulhouse         | 7 septembre 1992  | Palais des Sports                   | public          |
| Bésiers 1992                 | Béziers          | 10 septembre 1992 | Les Arènes                          | public          |
| Italie                       |                  |                   |                                     |                 |
| The Teenage Werewolf         | Reggio d'Émilie  | 12 septembre 1992 | Arena Festa Dell' Unita             | table de mixage |
| Espagne                      |                  |                   |                                     |                 |
| Monsters in Madrid           | Madrid           | 12 septembre 1992 | Plaza de Toros Las Ventas           | public          |
| Prophet in the Gutter        | Saragosse        | 19 septembre 1992 | Municipal Tent                      | public          |
| Porto Rico                   |                  |                   |                                     |                 |
| Alive in Puerto Rico         | San Juan         | 26 septembre 1992 | Estadio Juan Ramon Loubriel         | public          |
| Alive in Puerto Rico         | San Juan         | 26 septembre 1992 | Estadio Juan Ramon Loubriel         | public          |
| Mexique                      |                  |                   |                                     |                 |
| Fear of Mexico               | Mexico           | 2 octobre 1992    | Sports Palace                       | public          |
| Fear of Mexico               | Mexico           | 2 octobre 1992    | Sports Palace                       | public          |
| Fear of Mexico               | Mexico           | 2 octobre 1992    | Sports Palace                       | public          |
| Australie                    |                  |                   |                                     |                 |
| Last Time Down Under         | Melbourne        | 22 octobre 1992   | Festival Hall                       | public          |
| Japon                        |                  |                   |                                     |                 |
| From Here to Nagoya          | Nagoya           | 26 octobre 1992   | Rainbow Hall                        | public          |
| Live in Nagoya               | Nagoya           | 26 octobre 1992   | Rainbow Hall                        | public          |
| On a Cold November Night     | Osaka            | 2 novembre 1992   | Festival Hall                       | public          |
| Fragments of Eternity        | Tokyo            | 4 novembre 1992   | Yoyogi Olympic Pool                 | public          |

## Composition du groupe
- Bruce Dickinson - chants
- Steve Harris - basse
- Dave Murray - guitare
- Janick Gers - guitare
- Nicko McBrain - batterie